# Carlos Castel y González de Amezúa
Carlos Castel y González de Amezúa (Madrid, 1873-ibid., 21 de febrero de 1927), fue un abogado y político español de la Restauración.
Hijo adoptivo y predilecto de Teruel, diputado a Cortes en Madrid, se distinguió por su acendrado amor a esta tierra aragonesa de la que fue gran benefactor.

## Familia y pensamiento
Hijo de Carlos Castel y Clemente (1845-1903), ingeniero de montes, político y científico turolense, estuvo casado con doña Ángeles Cabrera.
De ideología conservadora, «fue el prototipo del político de la Restauración».

## Actividad profesional y obra pública

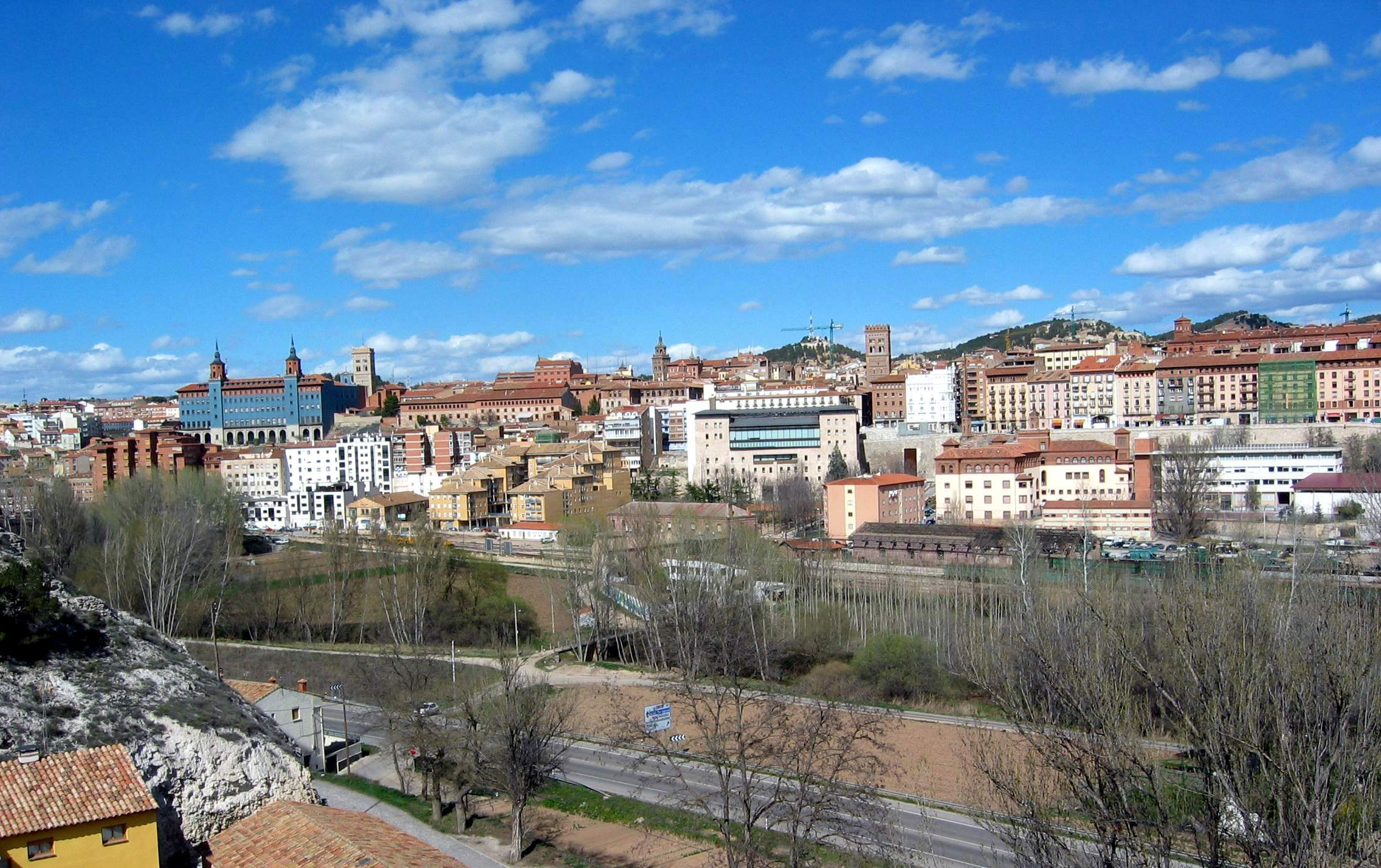
Vista parcial (occidental) de Teruel, con detalle del Seminario y torres mudéjares de San Martín y El Salvador, año 2006.

Abogado del Colegio de Madrid, desempeñó relevantes cargos públicos, desde los que contribuyó de forma decisiva en la construcción de trascendentales obras públicas en Teruel capital: «Escalinata de la Estación» (1921), Viaducto de Fernando Hué (1929), Traída de Aguas a la ciudad (1930).

## Cargos públicos
- Diputado a Cortes por el distrito de Montalbán en doce comicios consecutivos (1899-1923), algunos de ellos como «encasillado»: situación que implicaba la designación directa del Gobierno, con independencia de los resultados electorales.[2]
- Director general de Obras Públicas y de Agricultura, Minas y Montes.
- Jefe superior de la Administración civil.
- Secretario del Congreso de los Diputados.
- Subsecretario de Instrucción Pública: durante el desempeño de este cargo «inició el expediente de declaración de monumentos nacionales a las torres mudéjares de San Martín y de El Salvador».[1]

## Condecoraciones, distinciones y medallas
- Caballero de la Gran Cruz de Isabel la Católica.
- Concepción de Villaviciosa de Portugal.
- Dedicatoria de la popular «Plaza del Mercado» (del Torico o de la Constitución), que desde el 16 de junio de 1929 lleva su nombre: «Plaza de Carlos Castel». La propuesta fue hecha por el concejal del Ayuntamiento, señor Isidro Salvador, y aceptada por unanimidad de los ediles asistentes. Otros pueblos de Teruel -Calamocha, Montalbán o Villarluengo- poseen calles con su nombre: «Al dedicarle la Plaza principal, la ciudad de Teruel quiso, seguramente, lavar su conciencia por desatender a su “hijo adoptivo y predilecto” en los últimos momentos de su vida».[2]
- Hijo adoptivo y predilecto de la ciudad de Teruel.
- Medalla de oro de los Sitios de Zaragoza.
- Tesoro Sagrado de Japón.
- Grandes Cruces de Mérito Agrícola.

## Fallecimiento y entierro
Carlos Castel falleció en Madrid -el 21 de febrero de 1927-. Según recoge el ABC de Madrid, falleció en un Sanatorio de la capital, donde había sido operado tres días antes: a su entierro asistieron representantes de las corporaciones del Ayuntamiento de Teruel y la Diputación Provincial, así como del Círculo de Obreros Católicos y otras entidades, «con maceros» de honor, «y su retrato ocupó lugar preferente en el salón del Ayuntamiento».
Murió en la miseria, razón por la que la Diputación Provincial de Teruel –en póstumo homenaje, el 20 de diciembre de 1929- decidió conceder a su viuda una pensión vitalicia anual de 6000 pesetas. Dicha decisión se justificaba en la presunta mala conciencia de las instituciones hacia su persona con el siguiente argumento: «el patricio ilustre, el gran Carlos Castel murió pobre, tan pobre que un familiar generoso y magnánimo pagó su entierro. Para pagar los gastos de su enfermedad tuvo necesidad de vender urgentemente una finca en Estercuel».
Cuatro días después de su óbito –el 25 de febrero de 1927- el periódico La Voz de Teruel publicó una esquela, mediante la que el Excelentísimo Ayuntamiento de Teruel invitaba a las corporaciones, entidades y vecindario a las honras fúnebres que en sufragio de su alma se celebrarían al día siguiente –26 de febrero, a las 11:00 horas, en la Santa Iglesia Catedral-: «esperando que el pueblo se honrara ofrendando fervorosas oraciones al Altísimo por el que cifró sus anhelos en el engrandecimiento de esta tierra». 
Además de reseñar su currículo, la comunicación funeraria anunciaba que el duelo se despediría en el Templo, y que no se repartirían esquelas.
En suma, Carlos Castel fue un gran benefactor de Teruel capital y su provincia, hasta el punto de que se le ha considerado como «el padrino» de Madrid:

«Gracias a su mediación a la hora de obtener recursos económicos y a su influencia política se construyeron la Escalinata y el Viaducto, se inició el Teruel-Alcañiz y se llevó a cabo la traída de aguas a la ciudad, lo que le encumbró entre las gentes de Teruel, que alababan su amor por la provincia y su acendrado “teruelismo”. [Además] con su acción “benefactora” distribuía dinero y bienes (mesas, pupitres, material escolar) entre los colegios de los municipios de su distrito y de Teruel, así como para las cantinas escolares, donaciones que la prensa calificaba como “la acción de Castel”. [...] al contrario que  Torán, se quedó sin el monumento que iba a situarse en una de las rotondas de la Escalinata; pero como decía una jota de su tiempo, “tenéis una obra de arte / que es la gloria de Teruel / y es la hermosa Escalinata / en recuerdo de Castel”».
 Carlos Castel y González de Amezúa (1873-1927), José Serafín Aldecoa Calvo 

## Reconocimientos
En la plaza de Carlos Castel, conocida como plaza del Torico, hubo un intento de realizar un monumento conmemorativo en su honor que no se realizó, aunque sí se colocó una placa conmemorativa en una de las fachadas de la plaza, con un relieve diseñado por Jesús Bueno.